# Iglesia de Nuestra Señora de los Placeres
La Iglesia de Nuestra Señora de los Placeres (Igrexa da Nosa Señora dos Praceres) es un edificio religioso católico localizado en el municipio español de Pontevedra. La iglesia fue construida en estilo neogótico a finales del siglo XIX.
El templo está localizado en el lugar de Placeres en la parroquia de Lourizán y fue levantada sobre una capilla anterior, al final de la barra del puerto.

## Historia
La Virgen de Nuestra Señora de los Placeres es venerada en este lugar desde la Edad Media ya que era peligroso para los marineros. Los navíos eran avisados por un faro que servía también para indicar las aguas jurisdiccionales de Pontevedra. Nuestra Señora de los Placeres ayudaba a sobrepasar las dificultades encontradas durante la travesía de la barra del puerto. Las tropas del corsario Francis Drake no consiguieron atravesar esta barra de arena localizada en Lourizán, un hecho que los habitantes de Pontevedra interpretaron como una defensa de la ciudad por la Virgen.
En los años 1880 del siglo XIX, el párroco de Lourizán, Marcial Sineiro, ante el deterioro de la antigua iglesia parroquial, se dirigió al Ayuntamiento de Pontevedra y al Arzobispo de Santiago de Compostela para pedir ayuda para la construcción de una nueva iglesia, petición que fue rechazada por falta de medios económicos. Este párroco, apoyado por los vecinos, se dirigió así a Eugenio Montero Ríos, diputado del Congreso de los Diputados, para intervenir delante del Ministerio de Gracia y Justicia para conseguir que el Estado aprobase la construcción de la nueva iglesia. Montero Ríos intervino ante el Ministerio y también donó parte de los terrenos que poseía cerca del banco de arena. El proyecto fue confiado a los arquitectos Domingo y Alejandro Sesmero y las obras fueron adjudicadas por un importe de más de 72.000 pesetas.
La primera piedra de la iglesia se colocó el 10 de mayo de 1887 y la obra fue concluida el 19 de noviembre de 1888. En reconocimiento del trabajo debido a su iniciativa y protección, los restos mortales de Eugenio Montero Ríos, benefactor de la iglesia, y de su esposa, Avelina Villegas Budiños, trasladados desde la cripta del pazo de Lourizán en 1945, yacen en un panteón dentro de la iglesia, en la capilla izquierda junto al altar de Nuestra Señora de los Placeres (anteriormente conocida como la Virgen de Quitapesares).

## Descripción
La iglesia es de estilo neogótico inspirada en el gótico tardío. Está construida en piedra granítica y tiene una torre central de 33 metros de altura.
Su planta tiene forma de cruz latina. Tiene una única gran nave con dos capillas laterales junto a la cabecera semidecagonal. La nave cubierta por bóvedas de arista, está compuesta por tres tramos rectangulares separados por arcos de medio punto. Su decoración interior es gótica y dispone de tres losas de mármol blanco con inscripciones dedicadas al reinado de Alfonso XIII durante la construcción del templo, al Presidente del Consejo de Ministros, Práxedes Mateo Sagasta y al ilustre gallego Eugenio Montero Ríos.
La fachada principal tiene altos contrafuertes y remata con un chapitel gótico. La puerta de entrada está enmarcada por dos arquivoltas apuntadas. Por encima y a los lados de la puerta se encuentran ventanas estrechas y muy alargadas, terminadas por arcos apuntados. Por encima de la ventana central, hay un rosetón con una flor de cuatro pétalos.

## Cultura
La planta del templo y su fachada principal están orientadas hacia el este, en la dirección opuesta a la que sería normal (orientada hacia el oeste, frente al mar y a la ría de Pontevedra).

## Galería de imágenes

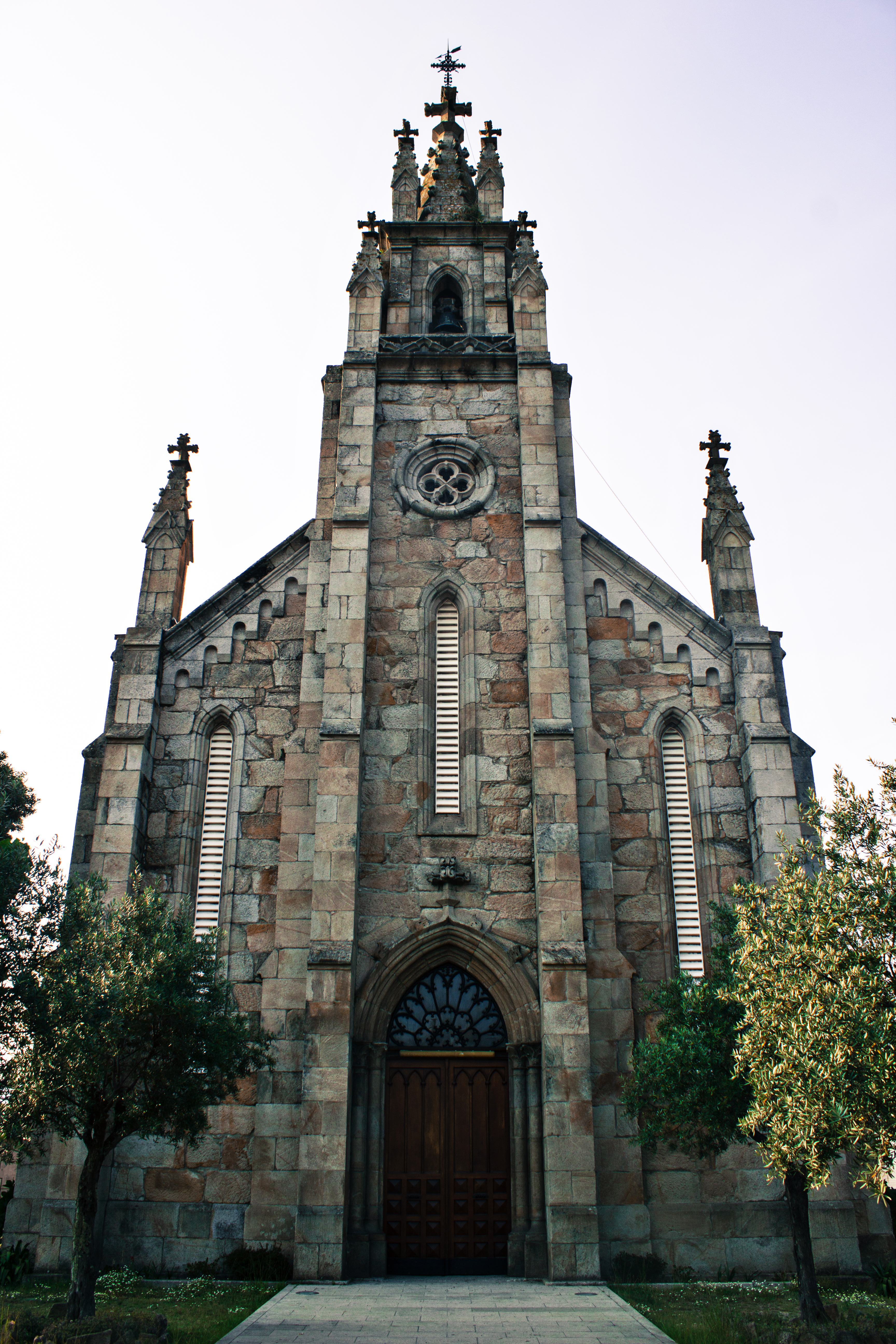
Fachada
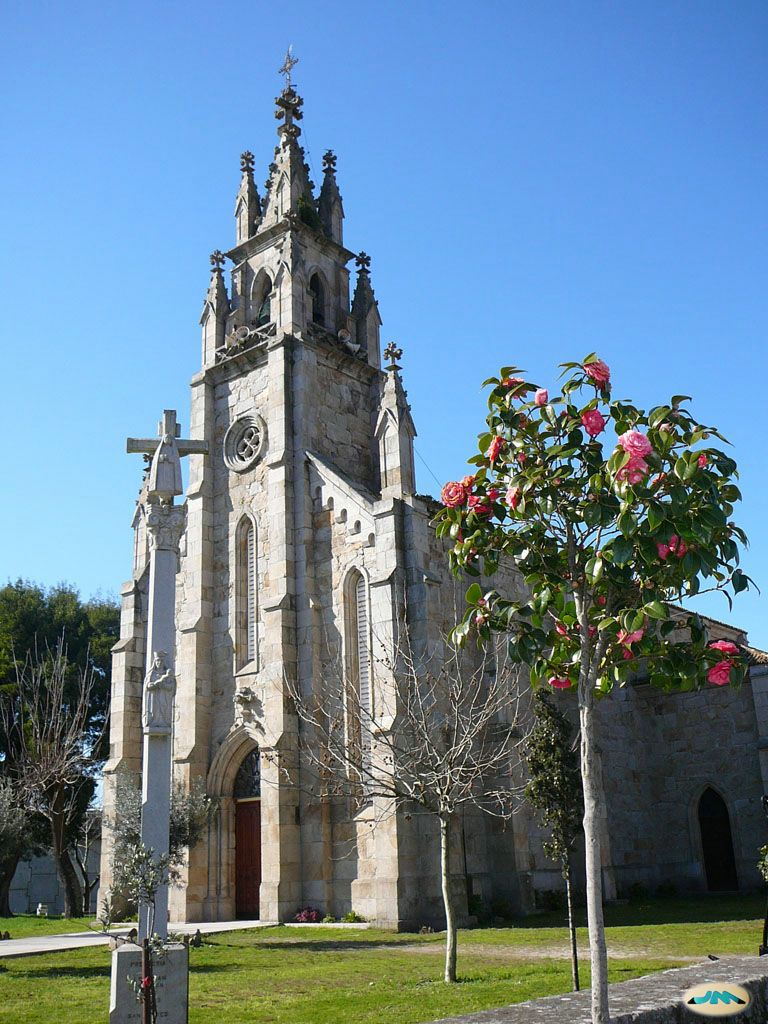
Fachada y muro lateral de la iglesia
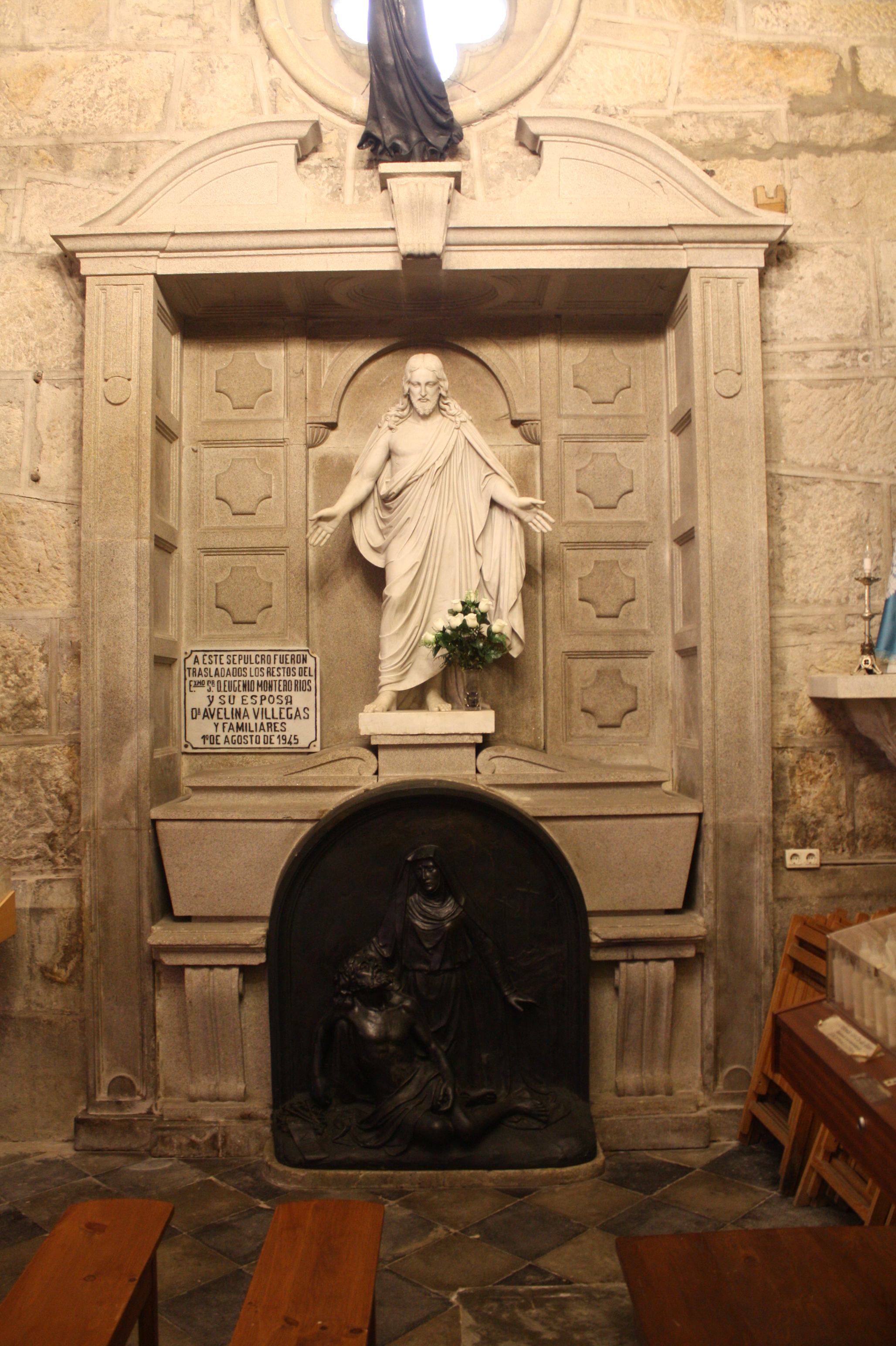
El sepulcro de Eugenio Montero Ríos
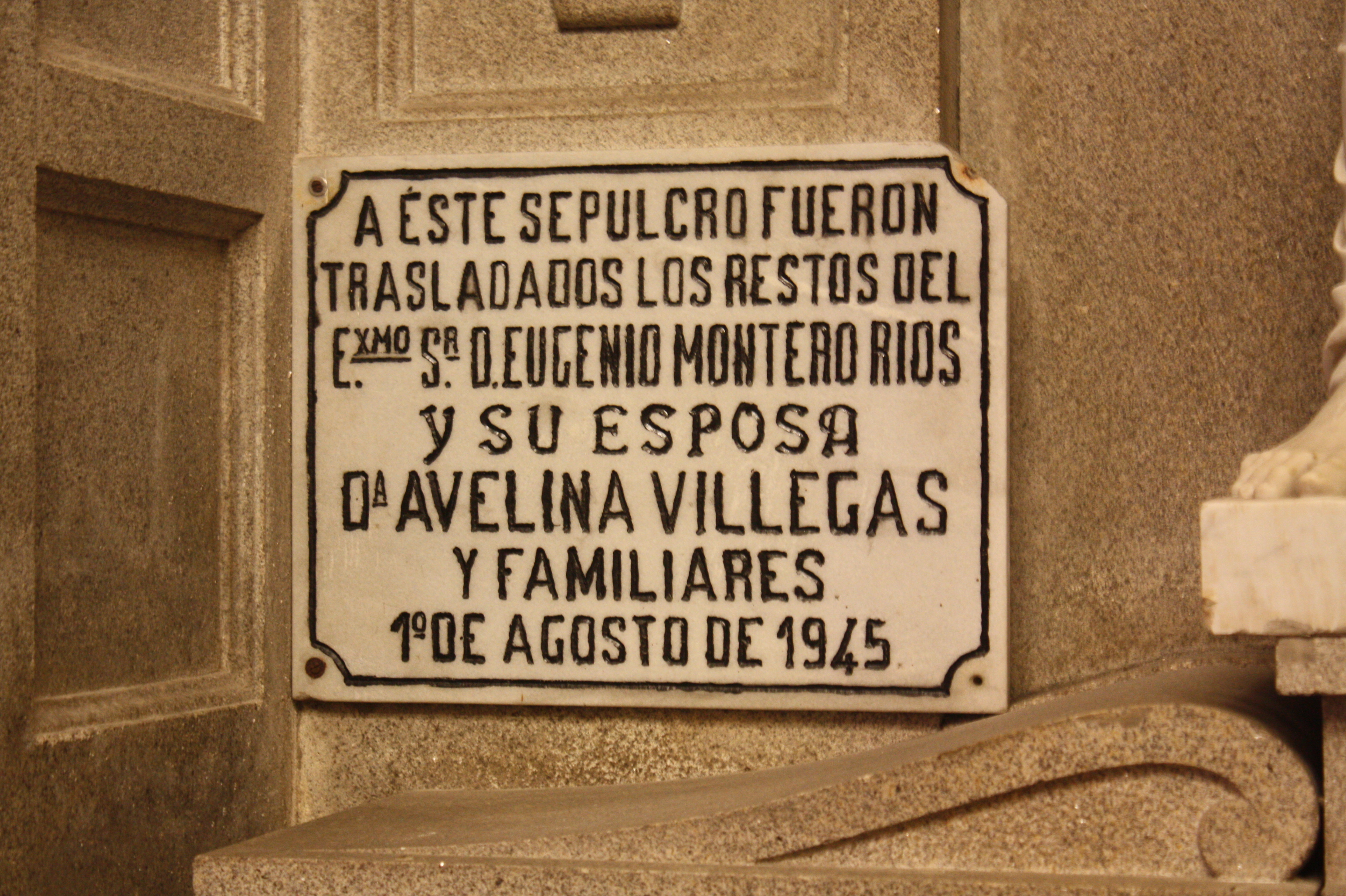
Placa al lado de la tumba